# Bröstfixering

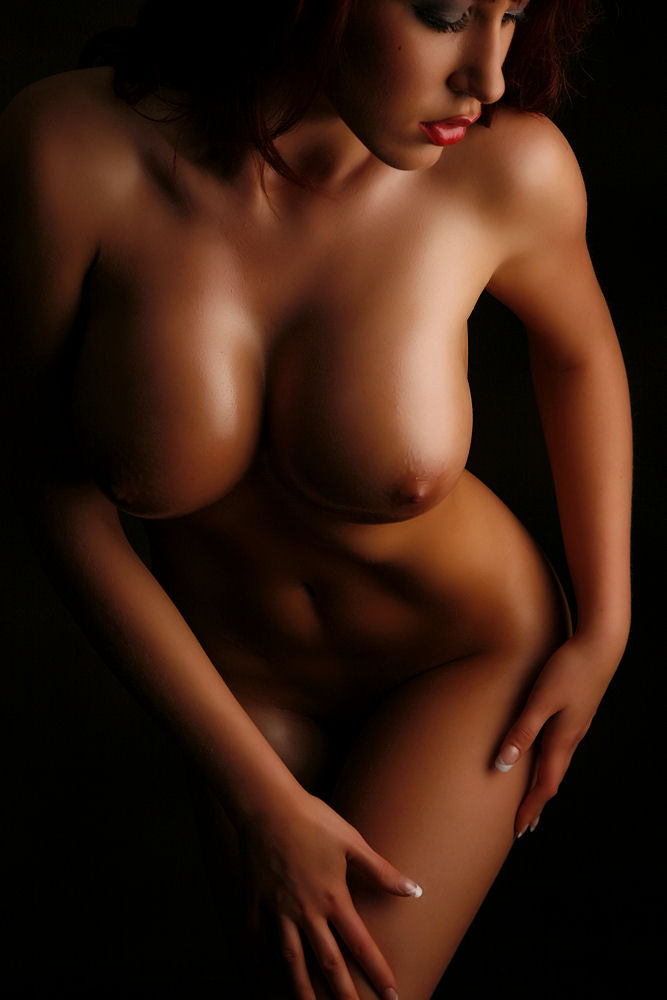
Ett exempel på bröstfixering inom nakenkonsten, då kvinnans bröst tydligt framhävs i förhållande till övriga kroppsdelar.

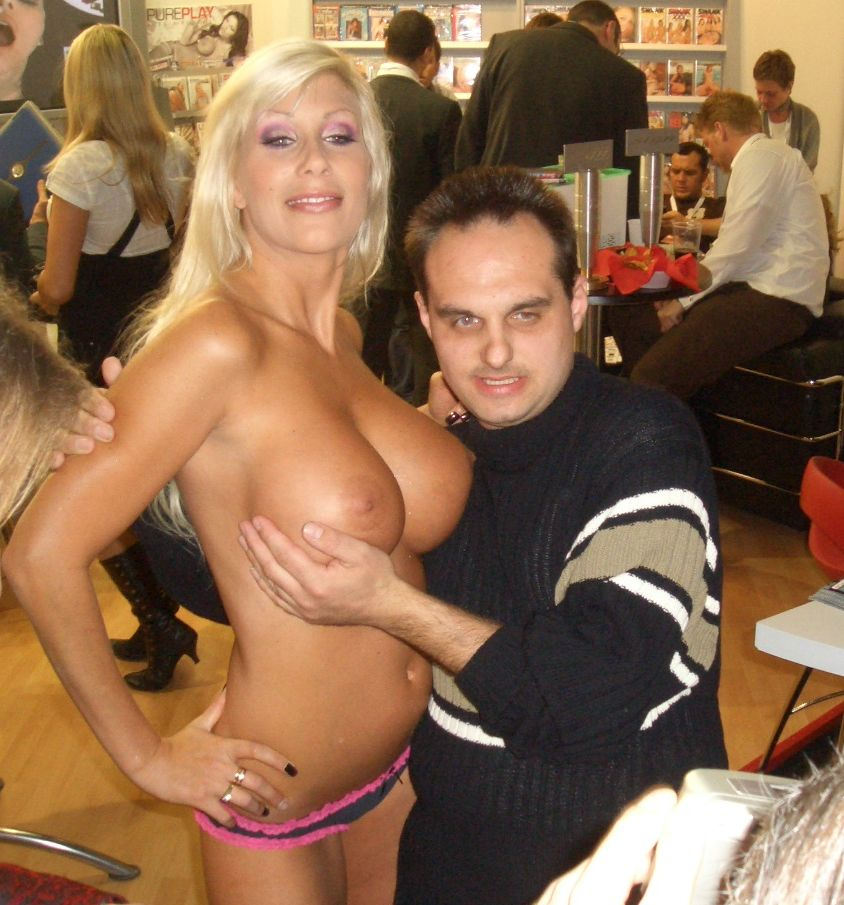
Artisten Johanna Jussinniemi, artistnamn Puma Swede, och beundrare på Venus Berlin 2007.

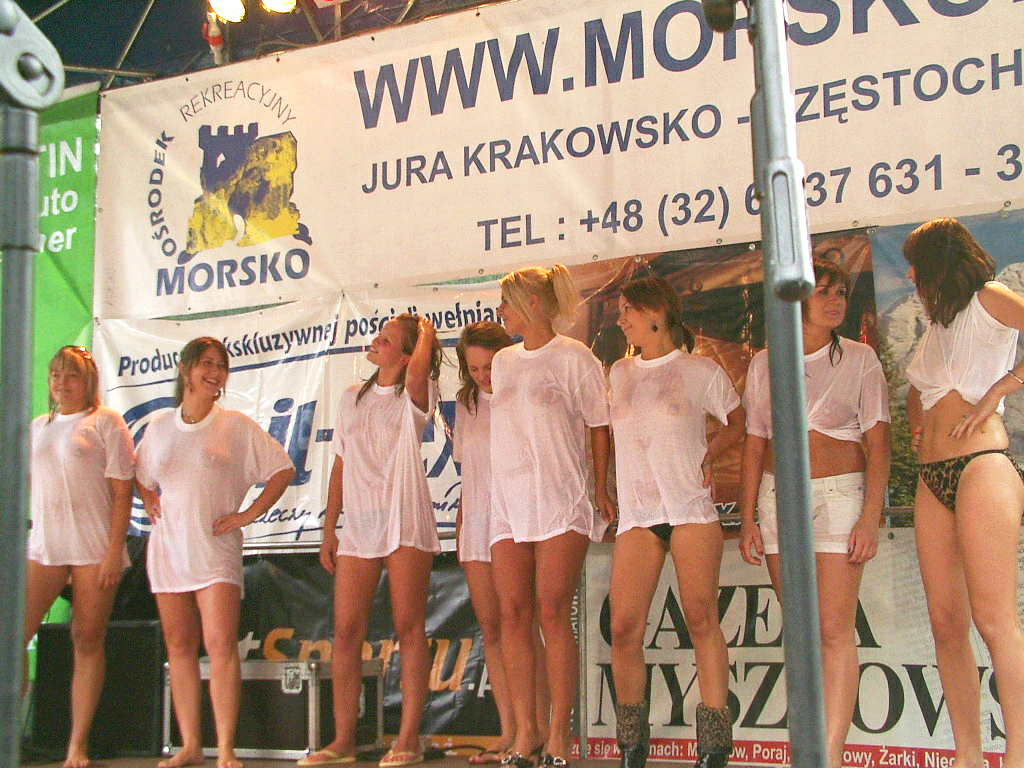
Exempel på bröstfixering. Wet T-shirttävling, Polen 2008.

Bröstfixering  (eller bröstfetischism) är en parafili relaterad till kvinnans bröst. Bröstfixering är sannolikt den vanligaste sexuella manin bland män och kvinnor i Amerika, Europa och Japan. Att uppfatta de kvinnliga brösten som erogena är en social norm i västerländska kulturer, men om detta drivs till fixering kan det leda till psykologiska problem. Vid stark fixering blir den i detta fall det enda medlet för sexuell upphetsning. Bröstfixering kan utvecklas hos båda kön och i alla åldrar.

## Kännetecken
Människor hyser i regel mycket större intresse för utvecklade bröst än någon annan djurart. Kvinnor är unika bland däggdjurshonor vad gäller att kunna utveckla bröst oberoende av dräktighet, och vissa menar därför att bröstutvecklingen hade en evolutionär betydelse för den mänskliga utvecklingen. Antropologer och sociologer har ofta försökt förklara intresset för bröststorlek i termer av det naturliga urvalet och biologi, men än har inget större accepterat tillkännagivande gett svaret på varför stora bröst väcker så stort intresse.
I många kulturer sätter bröstfixering ofta prägel på storleken hos kvinnans bröst, eftersom bröst ofta uppfattas som symbolen för sexualitet och dragningskraft hos män. Bröststorleken kan, beroende på kultur, ha ett mycket viktigt inflytande på ett förhållande mellan man och kvinna. Detta har ökat marknaden för bröstförstoring. Inom pornografin förekommer ofta starkt bystrelaterade skildringar, där bröstförstoring är ett vanligt inslag. Ett exempel på en porrstjärna med extremt stor byst var Lolo Ferrari.
En del individer prioriterar stora, naturliga bröst utan bröstimplantat. Sådana naturligt tilltalande bröst var ofta ett krav för att bli en Page Three Girl i den brittiska tabloiden The Sun. En naturlig byst är ett tema även i magasinet Perfect 10. Många japanska gravure-idoler måste ofta ha naturligt stora bröst utan bröstimplantat för att slå igenom.
På annat håll finns det de som tycker raka motsatsen, och gillar hellre små, spretiga eller platta bröst. Minimala bröst kan i vissa fall vara ett krav för att bli supermodell, för att kunna passa i alla designkläder.
All bröstfixering berör dock inte storlek. En del fetischister föredrar utstående vårtgårdar eller ovanligt långa och tjocka bröstvårtor. Fixeringen kan dock diskuteras eftersom det särdraget vanligtvis associeras med flickor som kommit i puberteten för tidigt. Trots det finns det vuxna kvinnor som också har utstående vårtgårdar. Det förekommer dessutom fixering vid erotisk amning, då vuxna människor ifråga känner lust för att utföra eller bli ammade.

## Populärkultur
Storbystade kvinnliga karaktärer är vanliga i japansk anime och manga liksom amerikanska serietidningar och tv-spel. Bokförläggare såsom Image Comics har ofta med hjältinnor med stora bröst, breda höfter och långa ben på sina tidningsomslag. Bland tv-spel har Tomb Raiders storbystade actionhjältinna Lara Croft blivit ett omtalat namn och huvudkaraktären i en mängd av filmer och serietidningar. Filmregissörer som Russ Meyer har haft framgångar med filmer med storbystade kvinnor.

### Dator- och TV-spel
Inom många av dagens dator- och TV-spel förekommer bröstfixering. Kvinnliga karaktärer och hjältinnor förses ofta med stora, klotrunda bröst som framträder tydligt. Med hjälp av den nya generationens fysikmotorer har spelutvecklare på senare år även börjat programmera in fysikeffekter på de kvinnliga karaktärernas bröst, vilket medför att brösten rör sig beroende på olika kraftpåverkningar. Några av de första spelen som introducerade detta var bland andra Dead or Alive, Soul Calibur och Tekken.